# ギブソン・ES-335
ES-335とは、1958年にギブソンから発売された、商業用として世界初のセミアコースティックギターである。コリーナギターズを企画したテッド・マッカーティらスタッフが、「ソリッドボディにアコースティックサウンドを加える」というコンセプトのもとに開発した。なお、狭義のモデル名ではES-335TDとなるのが正式で「ES」は「エレクトリック・スパニッシュ」、「TD」は「Thinline Double Pickups」の略である。

## 概要
1958年にギブソン社から発売された。セミアコースティックギターの代名詞として知られる。ボディはホロウ（空洞）ともソリッドとも異なった構造を持っており、ボディ中央にはセンター・ブロックと呼ばれる木製の板が埋め込まれているが、両サイドは中空でヴァイオリンの様なfホールが設けられている。ES-335を初めとするセミアコースティックギターの出音は独特の "woody" と形容されるサウンドで、ソリッドギターのそれよりも甘い響きを持っている。同時に、ソリッドギターの特色であるサステインのあるサウンドやハウリングの少なさといった点も持ち合わせている。この柔軟な音色の性質のため、ジャズやロックを含むあらゆる種類のポピュラー音楽でそのサウンドを聴くことが出来る。

## 様々なモデル
ES-335を基に、ボディ内部にセンターブロックがなくP-90を搭載したES-330、ステレオ仕様で音質を変えるバリトンスイッチの付いたES-345TDSV、さらにビブラート・ユニットが付いたES-355TDSVなどがある。
ギブソン社は廉価版のES-335をエピフォンブランドより発売しており、これらは「ドット(Dot)」と呼ばれている（この名称は、フィンガーボード上に埋め込まれた点状のポジションマークに由来している）。1960年代より生産されている同様のエピフォンのモデルとしてはリヴィエラ（Riviera, ES-335もしくはES-345に相当）、シェラトン（Sheraton, ES-355に相当）、カジノ（Casino, ES-330に相当）が存在している。
近年では、ES-335をそのまま小型化したES-339や、ボディーバックをくり抜いたチェンバー構造で小型化したCS-336など、ハウリングの問題や演奏性を改良させた派生系モデルも数多く登場している。

### アーティストモデル
「Mr.335」の愛称で知られるラリー・カールトンはES-335を愛用する最も著名なギタリストの１人であり、彼が所有する1968年製のES-335を元にしたシグネチャーモデルが発売されている。
1964年から1970年にわたって製作されたアーティストモデルである2種類のトリニ・ロペス・モデルは、いずれもES-335を基にしたギターである。
トリニ・ロペス・スタンダードはセミ・アコースティック構造でES-335と基本的な構造はさほど変わらない。
トリニ・ロペス・デラックスはボディがやや厚めのフル・アコースティック構造で、SGのような鋭いフロレンタイン・カッタウェイが特徴的であり、トリニ・ロペス本人も主にこちらをステージで使用した。スタンダードに比べ生産された本数が少なく300本余りが生産された。
どちらもビジュアル面に大きな特徴を持ち、通常はf字のサウンドホールが細長い菱形(ダイヤモンド・ホール)に変わり、ネックはファイヤーバード・リバースタイプを流用しフェンダーのモデルのようなペグが片側一列に並んだデザインになっている。また、トラピーズタイプのテールピースには、トリニ・ロペスのロゴが入った専用のシグネチャーエンブレムが付けられている。ポジションマークもカスタムモデルの象徴であるスプリット・ダイヤモンドを意識したものになっている。
フー・ファイターズのデイヴ・グロールがこのモデルを改造して愛用しており、グロールの愛器を元に2007年に限定生産されたグロールのシグネチャー・モデル「DG-335」が、トリニ・ロペス・スタンダードの初の実質的なリイシューとなった。
2009年にトリニ・ロペス・スタンダード自体がギブソン・カスタム・ショップにてリイシューされたが、サウンドホールの内側のバインディングが無かったり、ノーマルのトラピーズ・テイルピースもしくはストップ・テイルピースに変更されたりと細かい違いがある。2014年のリイシューでオリジナル通りのエンブレム付きテイルピースが装着された。
B.B.キングは、ES-335をメインギターに据えた最初の著名ギタリストであるが、同時に「ルシール(Lucille)」と名付けられたES-355を、キャリアのほとんどを共にしていることは有名。彼とギブソン社とのエンドース契約は1980年に始まったが、この契約で使用された「ルシール」のシグネチャーモデルは基本的にはfホールのない黒色のES-355である。一方のあまり知られていない「ルシール」モデルでは、ES系ギターで通常用いられるマホガニー製ネックではなくメイプルネックが採用されており、よりはっきりとしたアタック感のあるサウンドとなっている。
2017年には日本のギタリスト生形真一のシグネチャーモデルとして、ギブソンからトリニ・ロペスを意識した菱形のサウンドホールを持ったエボニーカラーのES-355が限定生産された。2020年には傘下ブランドのエピフォンから廉価モデルが生産された。

## バリエーション
セミアコではなくソリッドボディモデルのギブソン・335-Sもある。

## 使用ミュージシャン
- Larry Carlton
- Lee Ritenour
- Eric Clapton
- Chuck Berry
- Otis Rush
- Warren Haynes
- Dave Grohl
- Eric Johnson
- B.B. King
- Roy Orbison
- Alvin Lee
- Jeff Parker
- Noel Gallagher
- 安部俊幸（チューリップ）
- 鈴木康博（オフコース）
- 生形真一(ELLEGARDEN) (Nothing's Carved In Stone)
- エース清水（聖飢魔II）
- 福山雅治
- 山口一郎
- 古市コータロー (The Collectors)
- TAKURO (GLAY)
- ウルフルケイスケ(ウルフルズ)
- 白井眞輝（［Alexandros］）
- 水野良樹  (いきものがかり)
- 岡野昭仁/新藤晴一  (ポルノグラフィティ)
- 横山健  (HI-STANDARD)
- ビートりょう (THE BOHEMIANS)
- 江口雄也 (BLUE ENCOUNT)
- 尾崎世界観 (クリープハイプ)
- 紅結芽水蓮 (デラックス×デラックス)
- 仲本工事 (ザ・ドリフターズ)
- 喜多建介(ASIAN KUNG-FU GENERATION)
- 山口一郎(サカナクション)

## ギャラリー

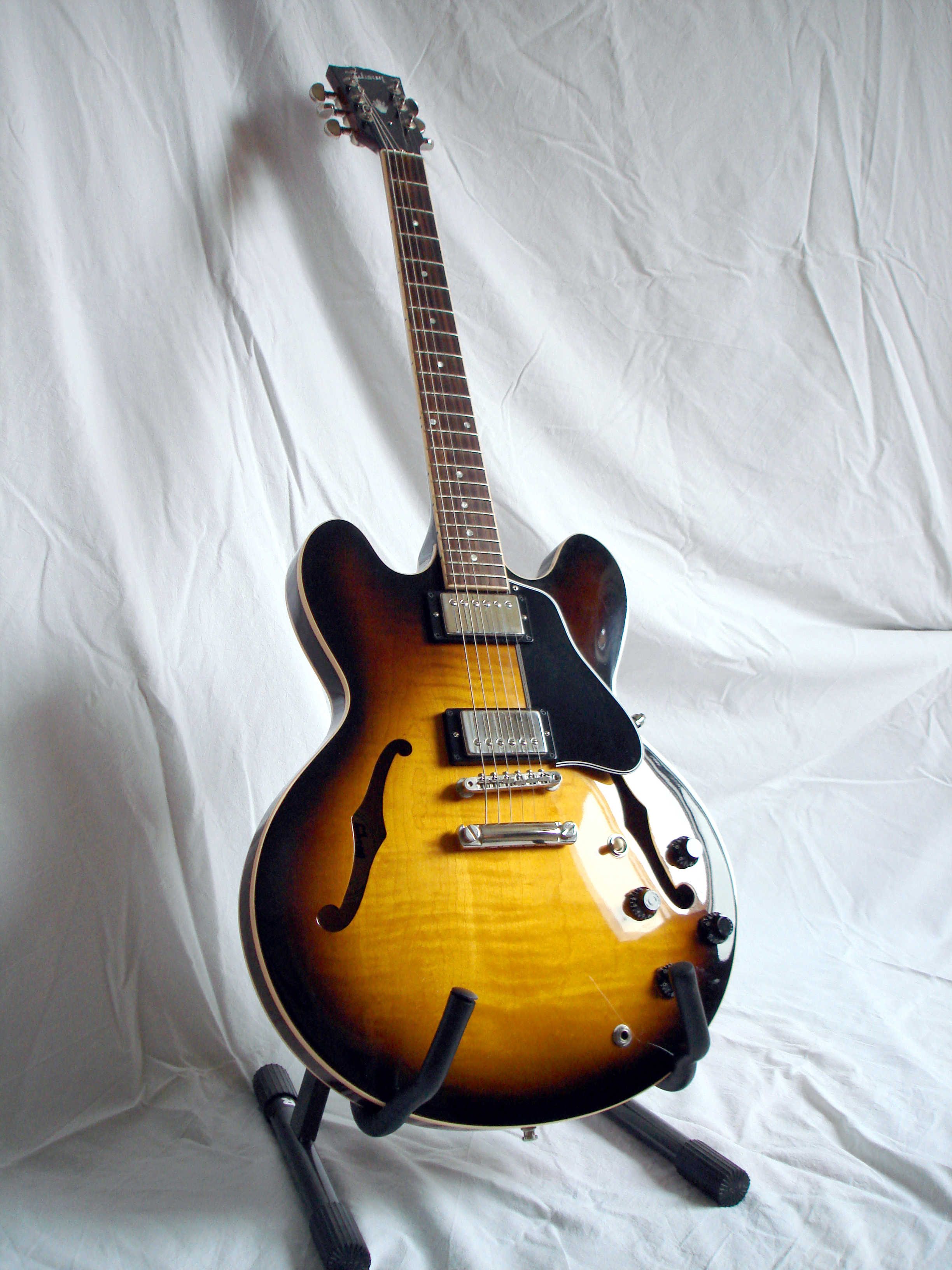
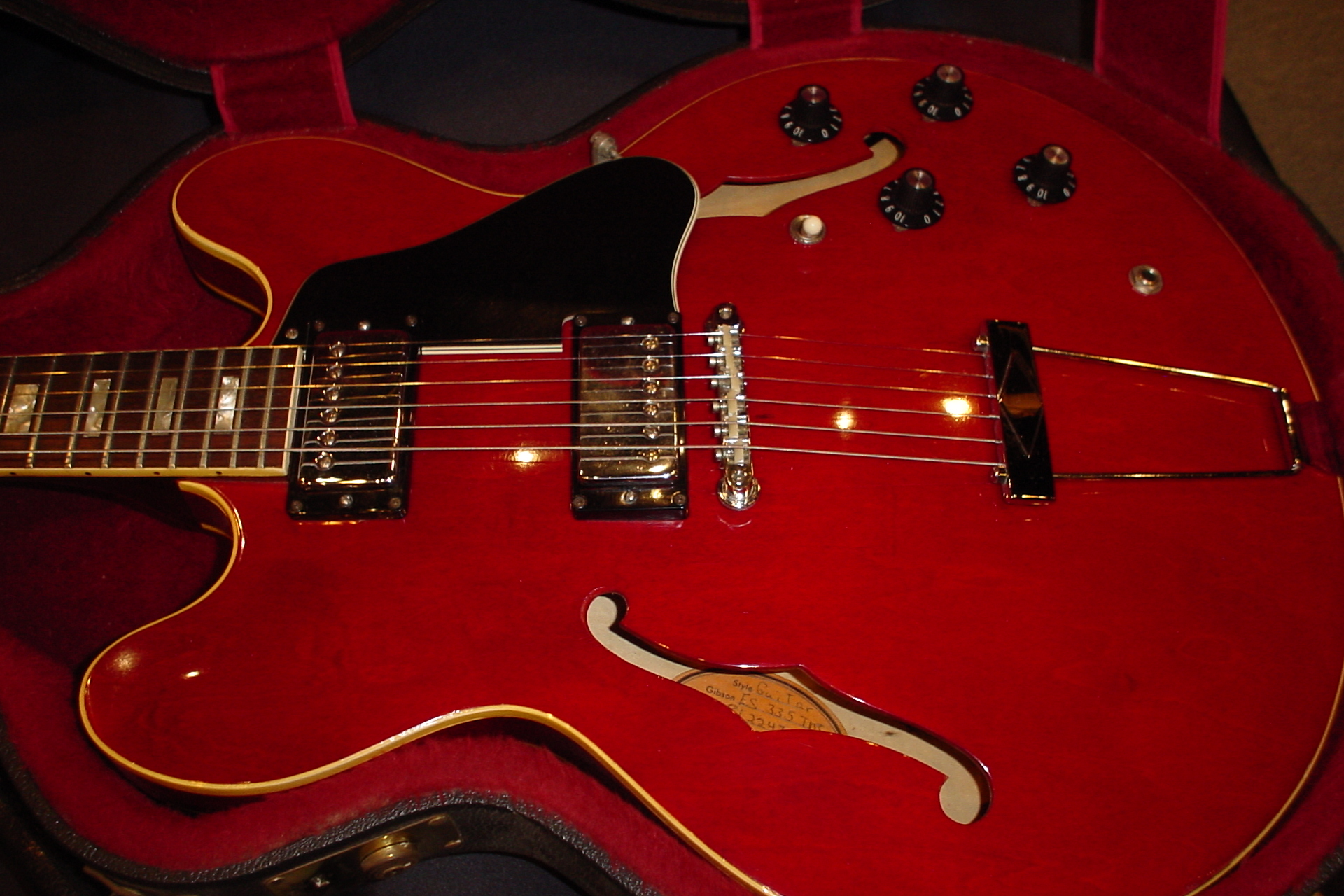
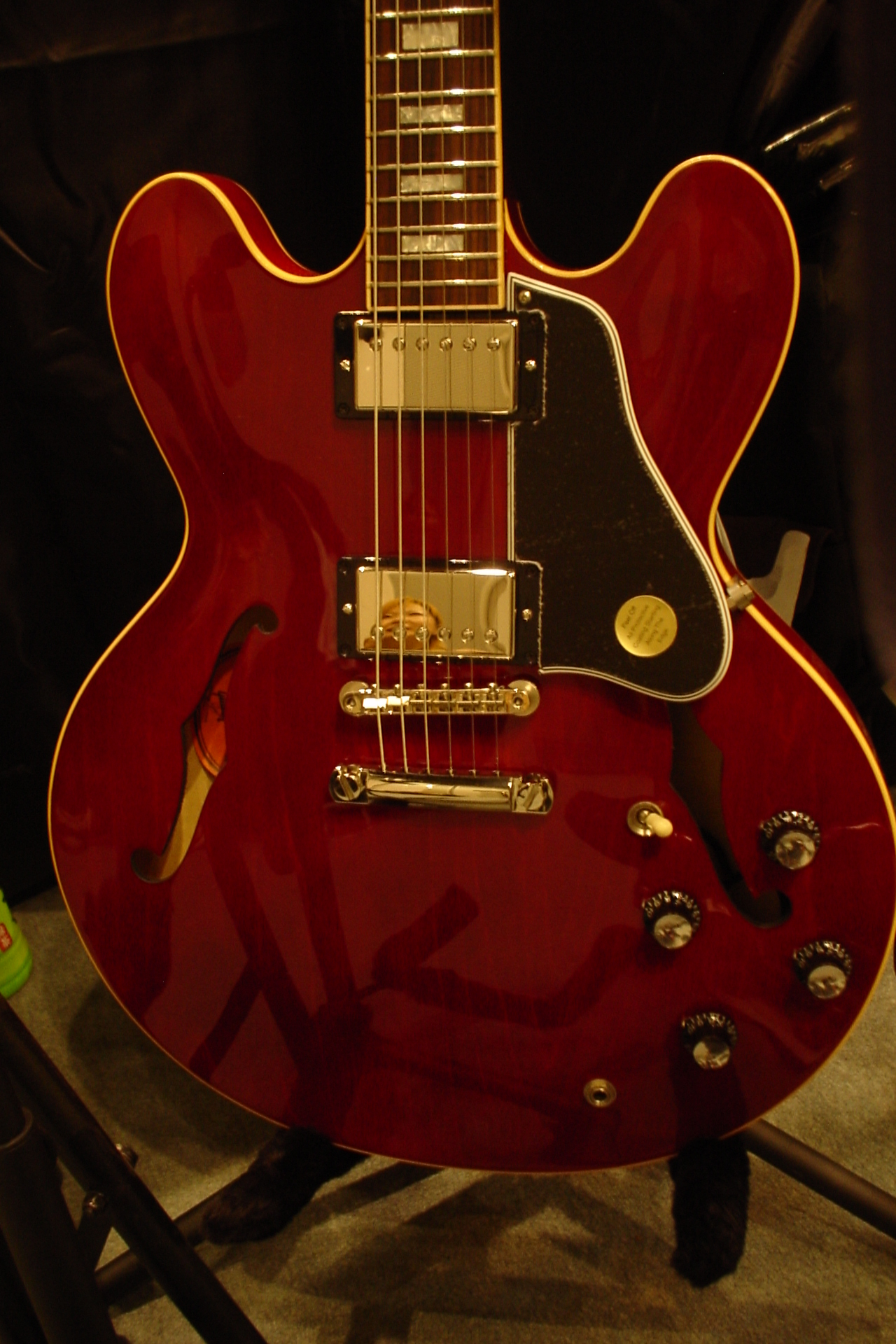